# Gyulai Pál (történetíró)
Abafáji Gyulai Pál (1550 k. – Abafája, 1592. december 10.) erdélyi magyar orvos, humanista történetíró, fejedelmi titkár, alkancellár a krakkói erdélyi kancellárián. 
Bár közrendű sorban született, Báthory István és Báthory Zsigmond szolgálatában sikerült fontos hivatali pályát befutnia, és vagyont szereznie, két házasságával pedig tovább növelte vagyonát, és társadalmi megbecsültségét. Élete egy udvari összeesküvés következtében ért tragikus véget, s csak az 1607-es kolozsvári országgyűlés rehabilitálta. Híressé vált levelében, amelyet 1660-ig minden váradi kapitány beiktatásakor felolvastak, az Erdélyi Fejedelemség 16. századi politikájának alapkérdéseit és saját életfilozófiáját fogalmazta meg.

## Életpályája
Gyulai családi hátteréről keveset tudni. Az 1577-ben kelt nemesítő levele szerint „plebejusi, nem nemesi állapotban” született. Apja Gyulai Szabó Miklós, anyja Walkay Márta volt. János nevű öccse Báthory István lengyelországi hadjárataiban tisztként vett részt, név szerint nem ismert lánytestvére pedig Bethlen Miklós kancellár dédanyja volt.
Gyulai Pál Kolozsváron kezdte tanulmányait, majd Bekes Gáspár támogatásával Páduában végezte az egyetemet (1571). Az Itáliában töltött öt év alatt megtanult olaszul, tovább tanulmányozta a már otthon elsajátított latin és görög nyelvet, filozófiával foglalkozott, emellett az orvosi tudományokból is oklevelet szerzett. Itt ismerkedett össze a kor humanistái közül Berzeviczy Mártonnal, Kovacsóczy Farkassal, Verancsics Faustussal, Zsámboky Jánossal és Hugo Blotz-cal, illetve itt került kapcsolatba az erdélyi főurak közül ifjabb Báthory Istvánnal, Bornemisza Boldizsárral és Kendy Farkassal. Kapcsolatai később segítségére voltak hivatali karrierjének építésében.
1572 végén – 1573 elején visszatért Erdélybe, és a Bécs által támogatott trónkövetelő Bekes Gáspárhoz csatlakozott. 1573 októberében Báthory István megostromolta Bekes fogarasi várát. Bekes kiszökött a várból, kincseinek őrizetével Gyulait bízva meg, és meghagyta neki, hogy értékes jószágait adja át Báthorynak, nehogy a fosztogatók kezére jussanak. Gyulait gyanúba fogták, hogy a rábízott javak nagyobb részét elrejtette, ezért és a titkos tervek miatt, amelyeket állítólag Báthory ellen szőtt, bebörtönözték.
Utóbb Báthory szabadon bocsátotta Gyulai Pált „finom szelleme, éles s bármely munka elvégzésére képes esze” miatt. Gyulai Bécsbe utazott, ahol mintegy másfél évig Bekes Gáspárt szolgálta titkárként. 1575 májusában Bekes sereget gyűjtött és Erdélybe vonult, de Báthory legyőzte; a bukott trónkövetelő bujdosásra kényszerült, majd 1577-ben meghódolt Báthorynak és a továbbiakban hűséges segítője lett. Feltételezhetően Gyulai elkísérte patrónusát és ő intézte Bekes levelezését.

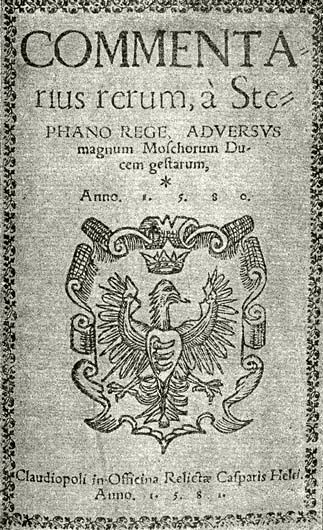
Az 1580-ban megjelent könyv a második orosz hadjáratról

1577-től Gyulai a lengyel királyi koronát elnyert Báthory István titkára volt, s ebben a minőségében a király közvetlen környezetéhez tartozott. Vele volt akkor is, amikor 1577-ben hadjáratot indított Dancka városa ellen. A harcokban kitüntette magát, és még a hadjárat vége előtt, 1577. november 4-én Marienburg  alatt János nevű testvérével együtt nemességet nyert. 1578-tól Gyulai az erdélyi ügyeket intéző kancellária helyettes vezetője lett az erdélyi kancellárrá kinevezett Kovacsóczy Farkas utódaként. Mivel felettese, Berzeviczy Márton, sokat utazott, Gyulai gyakran látta el a kancellári teendőket. 1579-ben Báthory István IV. Iván orosz cár ellen fordult, célja Polock várának elfoglalása volt. Az ostromnál Gyulai ismét kitűnt vitézségével. 1580-ban, amikor Báthory ismét az orosz hadak ellen indult, Gyulait követségbe küldte Erdélybe, hogy a hadjáratához az erdélyi rendek támogatását kérje. Erről a második orosz hadjáratról szól Gyulai műve: Commentarius rerum a Stephao rege adversus magnum Moscorum ducem gestarum anno 1580 (Emlékirat István királynak az oroszok nagyfejedelme ellen 1580-ban viselt háborújáról), amely 1581-ben megjelent a Báthory tetteiről szóló, Rómában kiadott gyűjtemény részeként is.
1582-ben a király megbízásából követségben járt Krakkóban, illetve a gnieznói érseknél. 1583-ban amikor Báthory az addigi tizenkét tagú kormányzótanács helyett triumvirátusra kívánta bízni Erdély vezetését, az utasításokat tartalmazó okmányt Sibrik György kapitány és Gyulai Pál vitték el az erdélyi rendeknek. Az okmányt Gyulai olvasta fel a tanácsnak, és ő kapott megbízást arra is, hogy ellenőrizze a két évvel korábban meghalt Báthory Kristóf temetésének lebonyolítását. 1584-ben és 1585-ben újra Erdélyben járt a király megbízásából.
Báthory István 1586-ban bekövetkezett halála után Gyulai visszatért Erdélybe, ahol az ifjú Báthory Zsigmond fejedelem főkamarásaként Gyulafehérváron lakott. A Bekes házánál antitrinitárius hitre jutott Gyulai a fejedelmet befolyásolva fontos szerepet játszott a jezsuiták 1588-as kiutasításában.
1588–1589 körül feleségül vette Ghyczy Katalint, Ghyczy János kormányzó unokahúgát, aki azonban néhány éven belül meghalt. 1592 elején Gyulai ismét megnősült, második felesége, Füzi Borbála révén a fejedelemmel is rokonságba került. A két házassággal Gyulai növelte vagyonát és társadalmi rangot is szerzett magának. A nemességgel együtt kapott Abafája mellett birtoka volt többek között a marosszéki Szovátán, Kövesden, Szentkirályon, az udvarhelyszéki Siklódon, a bihari Nagymihályfalván, a Torda vármegyei Nagyokloson, Kisokloson, Ivánfalván, Járabányán, Mezőzáhon, Kisnyulason, az aranyosszéki Magyarlétán, Hesdáton, Alsójárán, Felsőjárán és Lupsán.
1591-ben részt vett a gyulafehérvári tanácskozásban, amelyen a főurak elhatározták, hogy véget kell vetni a Báthory Zsigmond fejedelem és unokatestvére, Báthory Boldizsár közötti viszálynak, ha másképp nem lehet, Báthory Boldizsárt ki kell űzni az országból vagy ki kell végeztetni. A gyűlésnek ezen titkos határozatáról Gálfi János és Gyulai értesítették a fejedelmet, akinek Alfonso Carrillo nevű gyóntatója azonban Báthory Boldizsárnak is továbbadta az értesülést. A Báthory Boldizsár haragjától tartó urak mindent Gálfira és Gyulaira hárítottak. 1592. december 10-én a fejedelemmel időközben kibékült Báthory Boldizsár – Báthory Zsigmond beleegyezésével – katonáival Abafáján darabokra kaszaboltatta Gyulait.
Gyermek nem maradt utána. Végrendeletében latin és görög könyveit a brassói városi könyvtárra hagyta. Ezer forintot hagyományozott „az kolozsvári és székelyvásárhelyi scholákban tanuló szegény deákok segítségére.” Az 1607-es kolozsvári országgyűlés rehabilitálta a jogtalanul kivégzett Gyulait.
Tragikus életét Kemény Zsigmond dolgozta fel Gyulai Pál (Pest, 1847) című ötkötetes regényében. Mellékszereplőként megjelenik Jósika Miklós Jósika István című regényében is.

## Művei
- Költeménye Heltai Gáspárhoz, a Bonfini-kiadás megjelentetésének alkalmából. Kiadva: Historia inclyti Matthiae Hunyadi, regis Hungariae augustissimi ex Antonii Bonfini, historici diserti, libris decadis primum tertiae, delinde quartae (quae latuit hactenus nullibique impressa fuit) in unum congesta ac disposita a Caspare Helto Claudiopolitanae ecclesiae ministro ac typographo. Kolozsvár, 1565.
- Commentarius rerum, a Stephano Rege adversus magnum Moschorum Ducem gestarum, Anno 1580. Claudiopoli, 1581. (A szerző, Paulus Giulianus, a Kovacsóczy Farkas erdélyi cancellariushoz intézett ajánlás föliratában nevezi meg magát. Egyetlen ismert példánya a marosvásárhelyi Teleki-könyvtárba került.) Magyarul kiadta Koncz József, 1897.
- Tanácsi Tükör, az az, N. Gyulai Palnak eszes, okos, tanacsos, Oktato Levele, Mellyet Ama nagy emlekezetű Meltoságos Erdélyi Fejedelem és Felséges Lengyel Király Bathori Istvánnak szeginy leginyből lött belső Tanács híve irt, Tanacsi Tükörűl, Sibrik Györgynek, Varadi Fő Kapitannak, Lengyelországi Nipoloinczről, tisztiben hiven és dicseretesen valo el-járására. An. 1585. die 29. Aug. Prov. 12. v. 15 Qui auscultat consilio, Sapiens est. Prov. 27. v. 9. Miképpen a kenet és jó illat meg vidamittya az elmét; ugy mindent az ő baráttyának édes Tanacsa inkáb meg-vidámit, hogy nem mint az ő tulajdon tanácsa. Szeben, 1663. Gyulai Pálnak ezt az eredetileg latinul írt levelét, amely 18. századi másolatban maradt fenn, Csepregi Turkovics Mihály fordította magyarra, mint az előbeszédből kitűnik. Bethlen Farkas közli Consilii Speculum című  munkájában; az Erdélyi Múzeum (1815. II. 140.), a Felsőmagyarországi Minerva (1832. 442.) és a Honművész (1835. 90-93. sz.) is közölte. A levél, amelyben az erdélyi fejedelemség 16. századi politikájának alapkérdéseit és saját életfilozófiáját fogalmazta meg, annyira híressé vált, hogy 1660-ig minden váradi kapitány beiktatásakor felolvasták.